# Granada en los Juegos Olímpicos de Atlanta 1996
Granada estuvo representada en los Juegos Olímpicos de Atlanta 1996 por cinco deportistas masculinos que compitieron en atletismo.
El equipo olímpico granadino no obtuvo ninguna medalla en estos Juegos.